# Artika (Bermeo)
Artika es una entidad de población española del municipio de Bermeo, perteneciente a la provincia de Vizcaya, en la comunidad autónoma del País Vasco.

## Demografía
En 2023, la entidad singular de población tenía empadronados 125 habitantes.